# Rosamond Davenport Hill
Pour les articles homonymes, voir Hill.
Rosamond Davenport Hill, née le 4 août 1825 à Londres et morte le 6 août 1902 à Oxford, est une réformatrice sociale. Elle s'est particulièrement investie dans les questions liées à l'éducation et à la prison.

## Biographie
Rosamond Davenport Hill naît dans le quartier de Chelsea à Londres. Elle est la fille de Matthew Davenport Hill et de Margaret Bucknall. Sa famille paternelle, originaire de Birmingham, est très engagée dans des activités de réforme sociale. Son grand-père, Thomas Wright Hill, fonde une école et crée une société savante à Birmingham. Ses deux sœurs, Florence Davenport Hill et Joanna Margaret Hill, sont elles aussi engagées en faveur de réformes sociales. Sa famille s'installe à Chancery Lane en 1826 puis à Hampstead Heath de 1831 à 1851.
Plusieurs membres de la famille Hill sont des réformateurs sociaux, notamment l'inventeur du timbre Rowland Hill, et l'inspecteur de prison Frederic Hill.
Rosamond Davenport Hill est éduquée dans une école de jour et passe quelque temps dans un pensionnat, puis elle complète son éducation à domicile, avec une gouvernante. Le cercle familial comprend des réformateurs et écrivains comme Charles Knight, Leigh Hunt et William Thackeray, leur père leur fait également rencontrer l'écrivaine irlandaise Maria Edgeworth en 1840.
La famille vit quelque temps en France (1840), en Belgique (1844), puis en Suisse et en Italie. Ils rentrent en Angleterre et s'installent à Bristol en 1851, lorsque Matthew Davenport Hill est nommé commissaire aux faillites. Rosamond Davenport Hill travaille avec Mary Carpenter dans l'école pour des enfants de milieux très défavorisés (Ragged school (en)) que celle-ci a fondée et elle enseigne l'arithmétique et les arts ménagers. Elle travaille également avec son père, qui s'intéresse aux réformes de l'éducation et du droit pénal. Elle accompagne celui-ci en Irlande en 1856, pour des visites de prisons et publie un livre dans lequel elle relate son expérience, intitulé A Lady's Visit to the Irish Convict Prisons. En 1858, ils visitent des prisons en Espagne, en France et en Allemagne. Elle écrit, avec son père et sa sœur Florence, Our Exemplars: Rich and Poor, en 1860.
Rosamond Davenport Hill visite en 1855 la colonie agricole et pénitentiaire de Mettray avec son père et récolte 2 500 £ pour financer les rénovations du site. Inspirée par le travail de Mettray, elle ouvre avec sa sœur une école industrielle pour filles basée à Mettray, à Bristol.
Leur père meurt en 1872 et Rosamond et Florence Davenport Hill séjournent à Adélaïde, en Australie du Sud, où vit la famille de leur tante paternelle, et leur cousine Caroline Emily Clark (en). En Australie, les sœurs visitent des écoles, des prisons et des maisons de correction, accompagnées par Henry Parkes. Rosamond Davenport Hill témoigne devant une commission du mouvement réformateur à Sydney. Elle publie un article, intitulé « A Summary of the Principles of Reformatory Treatment, with a Special Reference to Girls' » dans lequel elle exprime son sentiment que le mouvement réformateur doit viser à l'indépendance et l'efficacité personnelle des individus. Les deux sœurs rentrent en Angleterre en passant par l'Égypte et l'Italie, en 1875 et s'installent à Belsize Park. Les deux sœurs publient What we saw in Australia, puis, en 1878, une biographie de leur père. Rosamond Davenport Hill quitte l'Église anglicane et devient unitarienne.
L'Education Act de 1870 permet la création de conseils des écoles élus, et accessibles aux femmes. Rosamond Davenport Hill est élue en décembre 1879 au London School Board, où elle siège jusqu'en 1897. Elle est également membre du comité des écoles industrielles et du comité de gestion des écoles et soutient la création d'enseignements ménagers et de cuisine destinés aux filles, et publie un article remarqué, intitulé « Cookery teaching under the London School Board », dans le mensuel Macmillan's Magagzine. Elle est élue gouverneure au conseil d'administration de University College en 1895.
Elle se retire du conseil en 1897 et s'installe avec sa sœur à Headington, près d'Oxford. La Brentwood Industrial School est renommée Davenport-Hill Home for Boys. Elle meurt à Hillstow, Headington le 6 août 1902.

## Galerie

Rosamond Davenport Hill
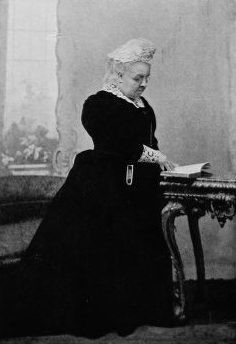
Photo de 1894
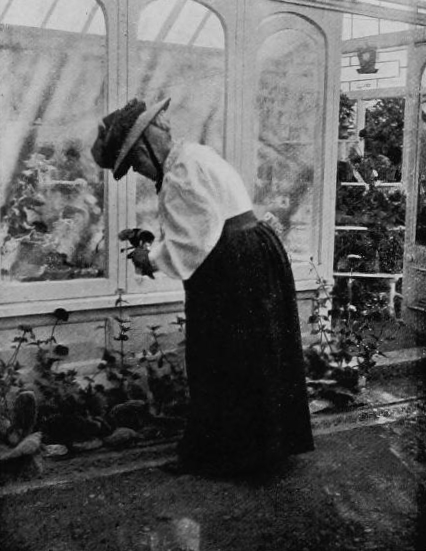
Photo de 1900